# Lozania
Lozania é um género botânico pertencente à família Lacistemataceae.

## Espécies
Formado por 9 espécies:
| - Lozania bipinnata - Lozania glabrata - Lozania grandiflora - Lozania klugii - Lozania montana | - Lozania mutisiana - Lozania nemoralis - Lozania pedicellata - Lozania pittieri |